# Joel Huiqui
Joel Adrián Huiqui Andrade (Ejido Ohuira, Sinaloa; 18 de febrero de 1983) es un exfutbolista mexicano que jugaba como defensa central y su último club fue Las Vegas Lights FC. Su apellido paterno es de origen mayo (pueblo indígena de Sinaloa y Sonora).

## Trayectoria
Debutó en la Primera División con en el Pachuca CF en el Torneo Apertura 2003 enfrentando a los Tigres UANL, ese mismo año saldría campeón con dicho club hidalguense dirigido por Víctor Manuel Vucetich. Jugando como defensa lateral se volvió titular.
Después de ser cortado de la Sub-23 antes de ir a los Juegos Olímpicos de Atenas 2004, participó en todos los partidos del Clausura 2004 , pero dejó al equipo hidalguense al término del mismo debido a que su carta pertenecía a Cruz Azul y el conjunto cementero lo reclamó ante la necesidad de zagueros y al ver la calidad de Huiqui. 
En el Torneo Apertura 2004 regresó al club Cruz Azul, club donde militó hasta el 2010, siendo un central duro, seguro y agresivo; a la hora de defender por el aire no pierde un balón y cuenta con un gran remate de cabeza. Es un jugador tenaz contundente al remate con la cabeza. Desde su llegada a La Máquina fue titular, tuvo que ir a la banca cuando José Luis Saldívar llegó a la dirección técnica, pero volvió a tomar su puesto en el once inicial con la llegada de Rubén Omar Romano, se mantuvo con Isaac Mizrahi gracias a sus buenas actuaciones. Más tarde jugó para Monarcas Morelia.
El 26 de enero de 2018 se trasladó a la  United Soccer League con el equipo Las Vegas Lights FC con el también mexicano Édgar Gerardo Lugo aceptando la invitación del 'Chelis' para militar con Las Vegas Lights de la USL, terminando con 24 partidos disputados y cuatro goles.
Actualmente es director técnico de la sub-13 en el Cruz Azul.

## Clubes
| Club                     | País           | Año         |
| ------------------------ | -------------- | ----------- |
| Cruz Azul Hidalgo        | México         | 2000 - 2003 |
| Club de Fútbol Pachuca   | México         | 2003 - 2004 |
| Cruz Azul                | México         | 2004 - 2010 |
| Monarcas Morelia         | México         | 2011        |
| RB Neza                  | México         | 2011        |
| Monarcas Morelia         | México         | 2012 - 2015 |
| Cafetaleros de Tapachula | México         | 2016 - 2017 |
| Potros UAEM              | México         | 2017        |
| Las Vegas Lights         | Estados Unidos | 2018 - 2019 |

## Selección nacional
Disputó la Copa Mundial de Fútbol Sub-20 de 2003 bajo la dirección técnica de Eduardo Rergis jugando como titular, desafortunadamente quedaron eliminados en la primera fase.
Fue convocado por primera vez a la selección mayor por Ricardo Lavolpe y su primer partido con el Tri fue el 8 de octubre de 2005, México derrotó 5-2 a Guatemala dentro del hexagonal final para calificar a la Copa del Mundo; no fue llamado para algunos cotejos pero regresó para actuar en el último de ese año y todos los partidos de 2006 antes de que el estratega diera la lista preliminar de 26 elementos, en la que finalmente no sería incluido.
Con Hugo Sánchez sólo fue convocado en una ocasión en 2007.
El 7 de octubre José Manuel de la Torre anunció la convocatoria para los partidos contra Guyana y El Salvador; al principio no estuvo en la lista pero a la lesión de Hiram Mier fue llamado en su lugar para disputar los 2 encuentros rumbo a Brasil 2014.

### Participaciones en Copas del Mundo
| Mundial                               | Sede | Resultado    | Partidos |
| ------------------------------------- | ---- | ------------ | -------- |
| Copa Mundial de Fútbol Sub-20 de 2003 | EAU  | Primera Fase | 3        |

### Participaciones en Copas de Oro de la CONCACAF
| Copa                            | Sede           | Resultado    |
| ------------------------------- | -------------- | ------------ |
| Copa de Oro de la Concacaf 2013 | Estados Unidos | Tercer lugar |

### Goles internacionales
| Gol | Fecha                   | Estadio                              | Rival   | Marcador | Resultado | Competencia |
| --- | ----------------------- | ------------------------------------ | ------- | -------- | --------- | ----------- |
| 1.  | 14 de diciembre de 2005 | Chase Field, Phoenix, Estados Unidos | Hungría | 2-0      | 2-0       | Amistoso    |

## Palmarés

### Campeonatos nacionales
| Título              | Club             | País   | Año  |
| ------------------- | ---------------- | ------ | ---- |
| Primera División    | Club Pachuca     | México | 2003 |
| Copa México         | Monarcas Morelia | México | 2013 |
| SuperCopa de México | Monarcas Morelia | México | 2014 |

### Campeonatos internacionales
| Título            | Club      | Sede           | Año  |
| ----------------- | --------- | -------------- | ---- |
| Copa Panamericana | Cruz Azul | Estados Unidos | 2007 |